# Conde de Albuquerque
Conde de Albuquerque é um título nobiliárquico criado por D. Manuel II de Portugal, por Decreto de 19 de Março e Carta de 22 de Abril de 1909, em favor de Duarte de Andrade de Albuquerque de Bettencourt.
Titulares
1. Duarte de Andrade de Albuquerque de Bettencourt, 1.º Conde de Albuquerque.

Após a Implantação da República Portuguesa, e com o fim do sistema nobiliárquico, usaram o título: 
1. Duarte Dinis de Andrade de Albuquerque de Bettencourt, 2.º Conde de Albuquerque;
2. Maria Margarida Barbosa de Andrade de Albuquerque, 3.ª Condessa de Albuquerque;
3. Augusto Duarte de Andrade de Albuquerque de Bettencourt de Ataíde, 4.º Conde de Albuquerque.